# Esma Sultan
Esma Sultan (* 17. Juli 1778 in Istanbul, Osmanisches Reich; † 9. Juni 1848 in Istanbul) war die Tochter von Abdülhamid I. und die Schwester von Mustafa IV. sowie Mahmud II.

## Leben
Esma Sultan wurde am 17. Juli 1778 als Tochter des osmanischen Sultan Abdülhamid I. (1725–1789) und Ayşe Sineperver Sultan (1761–1828) geboren. Ihre ersten Jahre verbrachte sie im Topkapi-Palast mit ihrer Familie. Sie war die Schwester von Prinz Mustafa (1779–1808), dem späteren Mustafa IV., und die Schwester (Halbschwester) von Prinz Mahmud (1785–1839), dem späteren Mahmud II. 1792 wurde sie mit dem osmanischen Admiral Kücük Hüseyin Pascha (1757–1803) vermählt. 1803 verstarb ihr Ehemann.
Nach dem Tod ihres Cousins Selim III. kam ihr älterer Bruder an die Macht. Zu Zeiten ihres Cousins wurden viele Reformen durchgeführt, die Mustafa während seiner Herrschaft jedoch rückgängig machen wollte. Alemdar Mustafa Pascha (auch Mustafa Bayraktar genannt) (1755–1808) war ein überzeugter Reformer und die treibende Kraft hinter der Absetzung Mustafas. An seiner Stelle sollte Selim erneut an die Macht, Mustafa gab aber den Befehl für Selims und Mahmuds Tod. Mahmud gelang es durch Glück zu entkommen, Selim konnte nicht fliehen und starb. Mustafa wurde abgesetzt und Mahmud war der einzige männliche potenzielle Nachfolger. Einige Janitscharen waren so sehr gegen Mahmud, dass sie Esma Sultan als erste weibliche Herrscherin der Osmanen auf den Thron setzen wollten. 
Mahmud gelang es jedoch, den Thron zu besteigen und Esma sicherte sich dadurch ihre Macht. Sie erlangte als Lieblingsschwester von Mahmud großen Einfluss. 1817, nach dem Tod der Valide Sultan Nakşidil Sultan (auch bekannt als Aimée du Buc de Rivéry; 1768–1817), also der Mutter von Mahmud II., nahm Esma ihren Platz ein und wurde sehr mächtig. 
1839 starb ihr jüngerer Bruder. An seiner Stelle kam sein Sohn, der 16-jährige Abdülmecid I. (1823–1861), an die Macht. Esma lebte immer noch und behielt ihren Einfluss als Tante des Sultan. 
Am 9. Juni 1848 verstarb Esma Sultan. Sie wurde am selben Ort wie ihr Bruder Mahmud II. beigesetzt.